# Simon Jenko

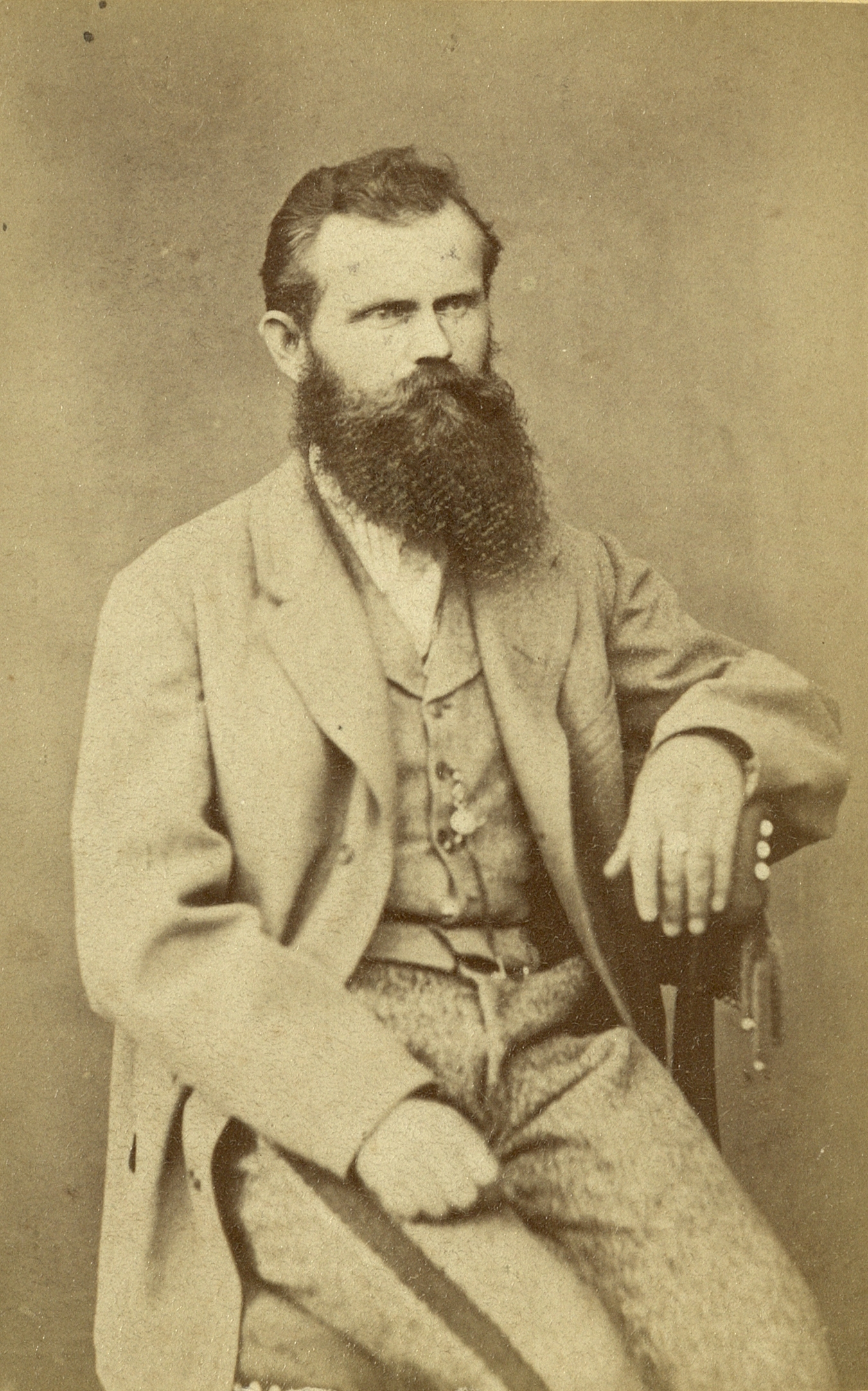
Simon Jenko

Simon Jenko (n. 27 octombrie 1835, Podreča, Comuna urbană Kranj, Slovenia – d. 18 octombrie 1869, Kranj, Ducatul de Carniola⁠(d), Slovenia) a fost un scriitor sloven.
A scris poezie patriotică și de revoltă socială, cu accente romantic-protestatare (ciclul Obrazi - „Imagini”), dar și poezie erotico-idilică, de reflectare delicată a naturii (Pesmi, 1864 - „Poezii”).